# Kraichgau-Realschule Sinsheim
Die Kraichgau-Realschule Sinsheim ist eine allgemeinbildende Realschule in Sinsheim, Baden-Württemberg.

## Überblick
1994 besuchten bereits 800 Schüler die Einrichtung und in den folgenden Jahren wurden die Gebäude erweitert. Im Schuljahr 2007/2008 war die Kraichgau-Realschule mit 1122 Schülern die größte öffentliche Realschule in Baden-Württemberg. Im Schuljahr 2016/2017 besuchten 845 Schüler die Realschule. Die Kraichgau-Realschule verzeichnete damit einen Rückgang der Schülerzahlen um 24,6 Prozent, welcher deutlich über dem Landestrend von 9,9 Prozent liegt.
Gemäß dem Leitbild der Schule „GIBSEL – Gemeinsam Immer Besser Schüler-Eltern-Lehrer“ wird versucht, einen engen Kontakt zwischen Schülern, Lehrern und Eltern zu pflegen. Unter diesem Motto wird jedes Jahr eine Schulparty veranstaltet. Bis etwa 2003 erschien auch ein GIBSEL-Jahrbuch, das über die Aktivitäten informierte.
Seit dem Schuljahr 2012/2013 gibt es an der Kraichgau-Realschule eine Außenklasse der Steinsbergschule, die teilweise inklusiv mit einer Regelklasse unterrichtet wird.

## Sportschule
Im Schuljahr 2008/09 wurde die Kraichgau-Realschule vom DFB und der Kultusministerkonferenz in einem Verbund mit anderen Sinsheimer Schulen zur Eliteschule des Fußballs ernannt. Es gibt derzeit in Deutschland 29 Eliteschulen bzw. Schulverbünde mit diesem Zertifikat. Dabei wird jungen Fußballtalenten ermöglicht, an zwei Vormittagen zusätzliche Trainingseinheiten zu absolvieren. Partnerverein der Schule ist der Bundesligist TSG 1899 Hoffenheim. Die Kraichgau-Realschule ist darüber hinaus auch Partnerschule des Sports und arbeitet dabei sehr eng mit den Kooperationspartnern TSG 1899 Hoffenheim, einem regionalen Salsa-Verein und dem Tanzsportverein „Rot-Gold“ zusammen. Seit dem Schuljahr 2009/2010 ist die Schule eine Pilotschule für das Projekt „weiterführende Schule mit Sport- und bewegungsorientiertem Schwerpunkt“ (WSB) des Landesinstituts für Schulsport, Schulkunst und Schulmusik Baden-Württemberg. Jedoch steht die Zertifizierung bisher aus.

## Kooperation
Über einen Kooperationsvertrag wird eine Zusammenarbeit mit der Klinik und dem Betreuungszentrum Sinsheim der GRN (Gesundheitszentren Rhein-Neckar gemeinnützige GmbH) gepflegt, die es immer wieder ermöglicht, Schüler im Rahmen der themenorientierten Projekte „Soziales Engagement“ und „Berufsorientierung“ in die Einrichtungen der GRN zu entsenden.

## Teilnahme an Schülerwettbewerben und Projekten zur politischen Bildung
Die Schule nimmt regelmäßig an Schülerwettbewerben der Bundeszentrale für politische Bildung und der Landeszentrale für politische Bildung Baden-Württemberg teil. Im Jahr 2013 belegte die Klasse 7b den ersten Platz und gewann eine Klassenfahrt nach Dresden.
Ferner beteiligt sich die Kraichgau-Realschule an dem Projekt Juniorwahl der Bundeszentrale für politische Bildung. Die Wahlen 2013 in den Klassen 8 bis 10 ergaben bei den Zweitstimmen: CDU 27 Prozent, SPD 17,6 Prozent, Grüne 13,1 Prozent, Piraten 11,6 Prozent und die FDP 7,9 Prozent, Linke 6,2 Prozent, NPD 6,2 Prozent, AfD 2,7 Prozent.
Im November 2013 befand sich die Wanderausstellung „Demokratie stärken – Rechtsextremismus bekämpfen“ an der Kraichgau-Realschule.

## Brandstiftung
Im Jahr 2012 kam es zu einem Brand an der Realschule. Durch Brandstiftung wurde die Fassade beschädigt. Beteiligt waren auch ehemalige Schüler der Schule.

## Schulleiter
- Paul Glitsch (1966–1992)[17]
- Margret Ruep (1994–1997)[18]
- Gerhard Kailbach (1998–2002)
- Tassilo Höllmann (2003–2007)
- Holger Gutwald-Rondot (seit 2008)[19]